# Rewana
Rewana is een geslacht van uitgestorven temnospondyle Batrachomorpha (basale 'amfibieën'). Het leefde in het Laat-Trias (ongeveer 248 miljoen jaar geleden) en zijn fossiele overblijfselen zijn gevonden in Australië.

## Naamgeving
Rewana quadricuneata is bekend dankzij enkele fossielen gevonden in The Crater area, in de Arcadia-formatie van de Rewan Group, in Queensland (Australië). In 1972 benoemde Anne Howie de typesoort Rewana quadricuneata, de 'vierwiggige' naar de gespleten wervels.
Het holotype is QM F 6471, een gedeeltelijk skelet met schedel.
In 1985 werd een tweede soort Rewana myriadens benoemd, maar dat werd nog hetzelfde jaar het aparte geslacht Arcadia, hoewel sommige onderzoekers dat toch als een R. myriadens zien.

## Beschrijving
Rewana staat vooral bekend om een onvolledig skelet, bestaande uit een achttien centimeter lange schedel en enkele botten van de benen, wervels, ribben en fragmenten van de bekkengordel. Rewana zou ongeveer een meter lang zijn geweest. De schedel was even lang als breed en had kleine ronde holten op de bovenkant, nabij de randen van het voorste deel. Rewana verschilde van andere soortgelijke breedschedelige, short-faced, temnospondylen in de meer spitse snuit. Een ander ongewoon kenmerk waren de wervels, die uit zes delen bestonden: een losse linker- en een rechterkant van de wervelboog, intercentra en pleurocentra. Bij de meeste temnospondylen hebben de wervels een vergroeid intercentrum en twee pleurocentra, naast de wervelbogen.

## Classificatie
Rewana wordt beschouwd als een afgeleide vertegenwoordiger van de rhytidosteiden, een groep temnospondyle amfibieën met driehoekige schedel die in het Trias leefde. Voorheen was het toegeschreven aan de familie Derwentiidae, typisch voor Australië; momenteel worden derwentiiden beschouwd als afgeleide rhytidosteiden. Een mogelijke naaste verwant is Arcadia, gevonden in dezelfde formatie.